# Vall del Swat
La vall del Swat són les terres de la conca del riu Swat, districte de Swat al Pakistan, a la província del Khyber Pakhtunkhwa (nom que des del 19 d'abril de 2010 porta l'antiga Província de la Frontera del Nord-oest (North-West Frontier Province, NWFP). El riu baixa des de l'Hindu Kush i creua tot el districte de Swat seguint cap a altres districtes (desaigua al riu Kabul). A la vall de Swat hi ha el pont Ayub, una atracció turística. Hi ha alguns projectes de preses hidroelèctriques. Al seu curs inferior hi ha diversos jaciments arqueològics de la cultura de Gandhara.
Alexandre el Gran hauria estat a la vall (la Souastene dels autors grecs) amb el seu exèrcit el 327 aC. Després de la civilització budista de Gandhara fou part dels dominis dels turcs Shahis i a la seva caiguda dels hindushàhides. Al segle X va caure en mans dels musulmans. Els seus habitants haurien estat parlants de llengües índies o dardíques però vers el segle xv fou poblat per afganesos (paixtus primer del clan dilazak i després sobretot del clan yusufzay, ara anomenats paixtus de Swat o swati pashtus); subsisteixen alguns parlants de llengües dardíques a les zones muntanyoses, els Torwals i els Garwis. Va ser un estat independent gairebé sempre encara que sotmès de vegades (nominalment) a poders exteriors, i a partir del segle xv la seva història està lligada a la de Dir, Chitral i Bajaur. El principat va emergir com a separat de facto amb un govern polític i un religiós el 1818 a causa del moviment islamista de Sayyid Ahmad de Bareilly conegut com a Ahmad Brelwi (+1831); l'akhund Abd al-Ghafur es va establir com a cap religiós el 1835 a Saydu o Saidu (al Swat inferior) governant fins a 1877 (el 1863 els britànics van fer la seva famosa campanya d'Ambela) i després d'un temps de lluites fins al 1896 va retornar als sobirans de Dir. El 1897 la vall del Swat (però no el Dir) va estar implicat en la revolta de Malakand dirigida per Mulla Sad Allah anomenat Sartor ("el Boig"). El 1901 una branca del ferrocarril va arribar de Nawshara o Nowshera a Dargai fins al peu del coll de Malakand.
El poder temporal des de 1818 era exercit èl padishah Sayyid Akbar de Sitana, el patró de Sayyid Brelwi i cap de la guerra contra els sikhs, i a la seva mort el 1857 per Sayyid Mubarak Shah Sahib fins a la seva deposició el 1863. A la mort de l'Akhund Abd al-Ghafur el 1877 i el govern dels seus dos fills, la família de Sayyid Akbar va recuperar el poder polític mentre que el religiós va entrar en disputa entre quatre nets de l'Akhund, coneguts com els Miyanguls o Mianguls. El 1915 una assemblea tribal va reconèixer padishah a Sayyid Abdul-Jabbar Khani descendent de Sayyid Akbar, però va tenir dificultats i no va aconseguir el suport britànic; el 1917 un altre padishah, Miangul Golshahzada Abdul-Wadud, fou aclamat per una altra assemblea o jirga, i aquesta vegada fou reconegut pels britànics; el 1926 Miangul Golshahzada Abdul-Wadud va aconseguir excloure definitivament als descendents de Sayyid Akhbar del govern i això fou acceptat pels britànics, i el govern de l'Índia li va donar el títol de wali o sobirà e l'estat de Swat; es va expandir i a la seva mort el 1949 l'estat arribava al nord i est al Kohistan de l'Indus i també controlava el Buner. El va succeir el seu fill Miangul Abdul-Haqq Jahan Zeb que va optar per formar part del Pakistan però va conservar amplia autonomia en els afers interns governant amb un consell consultiu. Els sobirans de Swat van subsistir fins al 1969 quan Pakistan va declarar abolit l'estat i el va integrar a l'administració regular. La demografia de la regió es va veure alterada per un fort creixement que exhaureix els recursos de la regió; la vall es va fer famosa a finals del 2009 per una curta guerra que va enfrontar als anomenats talibans de Swat amb l'exèrcit pakistanès.